# Caroline Nagtegaal-van Doorn
Caroline Nagtegaal-van Doorn, née le 1er juin 1980 à Utrecht, est une femme politique néerlandaise. Membre du Parti populaire libéral et démocrate (VVD), elle est députée européenne entre 2017 et 2024.

## Biographie
Caroline Nagtegaal-van Doorn est membre du Parti populaire libéral et démocrate (VVD) depuis 2002. Elle se porte candidate aux élections européennes de 2014 et obtient 19 370 votes préférentiels mais n'est pas élue. En 2015, elle est élue présidente de la section locale du VVD à Rotterdam.
En novembre 2017, elle intègre le Parlement européen à la suite de la démission de Cora van Nieuwenhuizen, nommée ministre des Infrastructures et de la Gestion des eaux dans le cabinet Rutte III. Elle est réélue en 2019 et ne se représente pas en 2024.